# Wittenwater
Wittenwater ist ein Ortsteil der Gemeinde Schwienau im niedersächsischen Landkreis Uelzen.

## Geografie und Verkehrsanbindung
Durch den Ort verläuft der Melzinger Graben und westlich des Ortes die Schwienau. Wittenwater ist über eine Buslinie an die umgebenen Ortschaften angeschlossen.